# 7TP
7TP는 제2차 세계 대전 당시 37mm 주포를 탑재한 폴란드의 경전차로서, 비커스 6 톤 경전차를 발전시킨 모델이다. 당시 주적이었던 독일의 기관총 2정을 무장한 1호 전차와 20mm 기관포 1문과 7.92mm 기관총 1정을 장비한 2호 전차보다 우수한 무장을 갖춘 경전차였다. 1939년 독일의 폴란드 침공 당시 폴란드 육군의 표준 전차였지만, 840대 이상은 생산되지 못했다. 차체는 C7P 화포견인차의 기반이 되었다.

## 역사
7TP는 폴란드가 영국제 비커스 6톤 경전차(Mk.E) 면허 생산권을 획득하고 이를 바탕으로 개발했다. 폴란드 설계자들은 늦어도 1936년까지 비커스E를 개량하고자 했다. 7TP의 주요 특징은 더 강력하고 신뢰성이 좋은 디젤 엔진의 채용과 37mm 대전차포, 그리고 약간 두꺼워진 차량 장갑이었다. 원래 비커스E에 장착된 암스트롱-시들리 엔진 대신 스위스제 사우어 디젤 엔진을 면허 생산하여 교체했다. 차체 전면의 경우, 비커스E는 13mm였지만, 7TP는 17mm로 두꺼워졌다. 이외에 자잘한 부분들이 개량되고 몇 가지( 군트라흐 전차 잠망경, 다른 공기 조절 시스템, 무전기)가 추가되었다. 840대가 1935년부터 전쟁이 시작된 1939년 사이에 생산되었다. 7TP란 이름의 뜻은 폴란드어로 7톤이란 뜻이지만, 시제품이 만들어지고 무게는 조금씩 늘어나 양산형의 중량은 대략 9톤에 이르렀다.
영국의 비커스E 처럼, 7TP도 2가지 파생형이 생산되었다. 2개의 포탑을 갖추고 Ckm wz.30 기관총 2정을 장착한 형과 1개 포탑에 37mm 보포스 wz.37 전차포를 탑재한 형이 있었다. 초기 시험 후 기관총만 탑재한 다포탑형은 쓸모가 없고 화력이 부족하다는 점이 명확해져 현대적인 단일 포탑형에 집중한다는 결정이 내려졌다. 2포탑형의 7TP는 1934년에 개발되어 1935년 봄에 양산 승인을 받았다. 2포탑형은 7.92mm 기관총 2정을 장착했지만, 일부에는 13.2mm 기관총 1정과 7.92mm 기관총 1정이 탑재되기도 했다. 이 형은 임시 방편으로 여겨져 24대만 생산되었다. 초기 생산분은 비커스 전차로부터 떼어낸 포탑 22개를 장착했다.

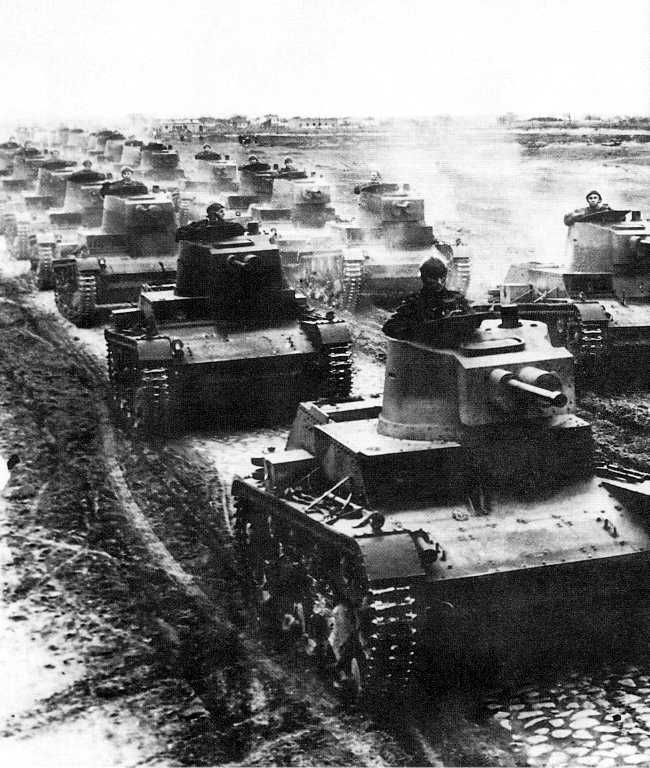
기동 연습 도중 사진.

그 다음에 나온 것이 단포탑형이다. 많은 설계자들이 20mm, 40mm, 47mm, 55mm 등의 당시 전차포 기준으로는 중포를 시험했고, 최종적으로 37mm 보포스 대전차포를 탑재하기로 결정했다. 37mm 포를 장착한 단포탑형은 1937년 말부터 생산하기 시작했다. 1938년말부터 생산이 시작된 개량형은 2N/C 무전기를 탑재했다.
제2차 세계 대전이 일어나기 전까지 2포탑형의 대부분은 단일 포탑형으로 개조되었고, 24대만이 바르샤바 근처 훈련소에서 훈련용으로 운용되었고, 나중에 바르샤바 공방전에 투입되었다. 2포탑형과 단일 포탑형은 분명한 명칭이 기록되지 않았다. 최근 몇 몇 책에서는 "7TP dw." 와 "7TP jw."라는 단축형 이름으로 표기하기도 한다. 그렇긴 하지만 이러한 명칭들은 정식 명칭은 아니었으며, 간단하게 표기하고자 사용한 것이다.
모든 7TP 전차들은 1939년, 독일의 침공에 맞섰다. 2개 경전차 대대(1경전차대대 및 2 경전차대대)에 배치되었으며 이 경전차대대는 폴란드군 자동차화 여단의 일부로 편성되었다. 훈련용으로 사용되던 1대를 포함하여 나머지 전차들은 바르샤바 방위전 당시 급조된 전차 부대에 보내져 전투를 치렀다. 당시 독일의 경전차보다 기술적으로 우위에 있었지만, 7TP는 전쟁 결과를 바꾸기에는 수가 적었다.
37mm 주포 탑재형 49대로 편성된 1경전차대대는 폴란드 육군의 전략 예비 일부로서 프루시군(Prusy Army)에 배속되어 싸웠다. 1939년 9월 4일 전투에 투입되어 다양한 역할로 구분되어 싸웠는데, 대부분은 후퇴를 엄호하기 위한 기동 예비 역할이었다. 여러 전투에 참가했지만, 유명한 전투로는 프제드부즈(Przedbórz)전투, 술레유프(Sulejów) 전투, 이노부즈(Inowłódz) 전투, 오드지부(Odrzywół) 전투와 드제비차(Drzewica) 전투 등이었다. 9월 8일, 폴란드군 주력부대가 독일군의 진격을 저지했지만, 다음 날 주력부대가 분산되어 후방으로 철수해야 했다.  대대 일부는 그워바추프(Głowaczów) 전투에서 괴멸됐고, 그 사이 9월 13일에 잔여 전차들이 비스툴라강 다른 쪽을 통해 돌파하는 데 성공하여 루블린부대(Armia Lublin)에 합류하여 스테판 로베츠키(Stefan Rowecki) 대령의 바르샤바 기갑자동차화여단에 배속되었다. 여단의 일부로서, 대대는 유제푸프(Józefów) 전투에 참가했으며,  르부프(Lwów)와 루마니아 교두보로 탈출을 시도하는 폴란드군 선봉대의 일부를 이루었다. 9월 21일 토마슈프(Tomaszów Lubelski) 루벨스키 전투 이후, 남은 전차를 파괴한 뒤 독일군에게 투항했다.
37mm 주포 탑재형 49대로 편성된 2경전차대대는 루치 군의 피오트르쿠프 작전 그룹(Operational Group) 9월 4일, 베우하투프(Bełchatów) 프루드카 강(Prudka) 근처 전투에 투입되었다. 다음 날, 대대는 피오트루쿠프 에서  반격을 이끌라는 명령을 받고 일부 지역을 탈환하는데 성공했으나 독일의 포격으로 인해 실패했다. 대대는 전차 2대를 잃었으며 6대 이상이 사용할 수 없게 되어 24대만 사용할 수 있었다. 대대는 바르샤바로 집결했고, 제 60 폴란드 보병사단이 수비중인 브제시치로 철수했다. 9월 15일, 이틀 간 길게 계속된 브워다바(Włodawa) 전투에 참가했으나, 독일 공군의 폭격에 피해를 입고 남서쪽으로 철수했다. 살아남은 전차들은 기름 부족으로 전차병들이 파괴했으며, 소비에트 연방이 독일과 연합하여 폴란드를 침공한 9월 17일에 전차병들과 부대 지휘부는 루마니아 로 망명했다.
바르샤바에 남은 전차들은 바르샤바 방어 사령부 예하에 1경전차중대 및 2경전차중대로 편성되었다. 1중대는 이전에는 훈련용으로 사용되던 다포탑형 11대로 편성되었다. 바르샤바 공방전 시작 단계에서 1중대는 중요한 공항이있는 바르샤바 교외 오켄치에(Okęcie) 전투에 참가했다. 대전차 무장이 부족했기 때문에 1중대 소속 전차들은 큰 피해를 입었고, 9월 12일에 후방으로 물러나 잔여 병력 및 전차들은 2중대에 합류했다.
2중대는 37mm 단포탑형11대 뿐만 아니라 숫자 미상의 기갑 차량을 운용했다. 2중대는 독일군 보병 및 기갑 차량에 맞서서 볼라(Wola) 지구에서 성공적인 방어전을 치렀으며, 바브지세프(Wawrzyszew) 마을에서 반격 및 독일의 공세 저지를 수행했다.  9월 15일, 중대는 브주라(Bzura )전투 후 바르샤바 북쪽 캄피노스 숲을 지나 후퇴하고 있던 포즈난 부대(Armia Poznań)와 합류하기 위해 공격 작전의 선봉 부대 편성 명령을 받았다. 루프트바페의 공중 폭격으로 병력과 전차에 큰 피해를 입기는 했지만, 미세한 성공을 거두는 것으로 끝났다. 남은 7TP 전차들은 9월 27일에 바르샤바가 함락할 때까지 전선을 오가며 전투를 치루다, 바르샤바가 함락된 뒤 전차를 파괴했으며 같은 시기 소련의 폴란드 침공동안 1대의 7TP가 노획되었다.
7TP에 탑재된 보포스 wz.37는 4호 전차를 포함하여 당시의 모든 독일군 전차의 장갑을 관통할 수 있다는 사실이 실전을 통해 밝혀졌다.  한편으론 7TP는 장갑이 얇아 폭격에 속수무책이었다.

## 복원
온전한 상태로 남아있는 7TP가 없으나,바르샤바 폴란드 군사 박물관에서 전차의 복제품 제작을 계획중이다.
7TP에 탑재된 포탑은 1939년 9월 독일의 침공을 막기위해 사용됐으며 후에 독일군이 사용했는데 , 폴란드 연구소 및 시코르스키 박물관에 전시되어있다.
7TP는 비엘스코비아와에서 복원되기 시작했다. 복원 작업에 폴란드 전역에서 발견된 상당수의 기존 부품이 사용될 예정이다. 현재 기존에 사용되던 기어박스가 복원되었으며 곧 37mm 보포스 포를 장착할 예정이다. T-26의 궤도를 사용했다. 복원된 전차는 리인액트먼트 모임이나 역사적 기념일에 사용되고 있다.

## 운용국
- 나치 독일 - 독일의 폴란드 침공 당시 20대 7TP jw노획.
- 폴란드 - 7TP jw 133대,7TP dw 16대 ,9TP (프로토타입) 13대
- 소련 - 소련의 폴란드 침공 당시 7TP jw 1대 노획

## 같이 보기
- 비커스 6톤 경전차
- T-26 경전차, 유사한 소련군의 경전차
- 제2차 세계 대전 초기 전차들의 비교

## 외부 추가 정보
- 폴란드 기갑 전투 차량 보관됨 2011-05-15 - 웨이백 머신
- Achtungpanzer.com의 7TP
- 1939년 갤러리